# Seiko Tanabe
Seiko Tanabe (japanisch 田辺 聖子, Tanabe Seiko; * 27. März 1928 in Osaka; † 6. Juni 2019 in Kobe) war eine japanische Schriftstellerin.

## Leben und Wirken
Seiko Tanabe, die Tochter eines Photographen, verlor bei einem Luftangriff 1945 ihr Elternhaus, im gleichen Jahr starb auch ihr Vater. Nach dem Besuch der Mädchenschule absolvierte sie die Shōin Joshi Senmon Gakkō (Shōin-Fachschule für Frauen), die sie 1947 mit einem Grad im Fach japanische Literatur abschloss. Danach arbeitete sie sieben Jahre lang in einem Küchenwarenladen in Osaka, bevor sie die Ōsaka Bungaku Gakkō  besuchte. 1966 heiratete sie den Physiker Kawano Sumio. Seit 1976 lebte sie in Itami.
Ihre literarische Laufbahn begann 1957 während ihrer Zeit an der Ōsaka Bungaku Gakkō, wo ihre Erzählung Hanagari (花狩) für den Literaturwettbewerb einer Frauenzeitschrift nominiert wurde. Daneben schrieb sie auch Hörspiele. 1963 erhielt sie dann für Sentimental Journey (感傷旅行, Senchimentaru Jānī) den Akutagawa-Preis. In den folgenden Jahren entstand ein umfangreiches literarisches Werk (u. a. in einer 25-bändigen Werkausgabe veröffentlicht), das neben Romanen und Gedichten auch Biographien, Übersetzungen und Essays umfasste und auf breite Anerkennung stieß. Für Hanai nugu ya matsuwaru (花衣ぬぐやまつわる) wurde sie mit dem Frauenliteraturpreis ausgezeichnet, 1994 erhielt sie den Kikuchi-Kan-Preis. Der Roman Dōtombori no ame ni wakarete irai nari (道頓堀の雨に別れて以来なり) wurde 1998 mit dem Yomiuri-Literaturpreis und dem Izumi-Kyōka-Literaturpreis bedacht. 2000 wurde Tanabe als Person mit besonderen kulturellen Verdiensten geehrt, 2006 erhielt sie für ihr Lebenswerk den Asahi-Preis. 2008 erhielt sie aus der Hand des Kaisers den Kulturorden.